# Makenis
Makenis (en arménien Մաքենիս) est une communauté rurale du marz de Gegharkunik, en Arménie. Elle compte 465 habitants en 2008.
L'ensemble monastique de Makenyats Vank y est situé.